# Karzeł (film)
Karzeł (tytuł oryg. Leprechaun) – niskobudżetowy amerykański film fabularny z 1993 roku, napisany i wyreżyserowany przez Marka Jonesa. Zapoczątkował serię horrorów, na którą do 2018 złożyło się osiem filmów.

## Obsada
- Warwick Davis – Karzeł
- Jennifer Aniston – Tory Redding
- Ken Olandt – Nathan Murphy
- Mark Holton – Ozzie
- Robert Hy Gorman – Alex Murphy
- David Permenter – deputowany Tripet
- William Newman – szeryf Cronin
- Shay Duffin – Dan O'Grady
- John Sanderford – J.D. Redding